# Шум, Идан
Идан Шум (ивр.  עידן שו‎, Кфар-Сава, Израиль) — израильский футболист и футбольный тренер, игравший на позиции опорного полузащитника. Сын израильского футбольного тренера Ицхака Шума.

## Игровая карьера
Идан Шум, сын известного израильского футбольного тренера Ицхака Шума, начал футбольную карьеру в молодёжных командах клуба «Хапоэль» (Кфар-Сава), в дальнейшем перейдя в основной состав, где выступал до 1996 года. В эти годы он также играл в составе олимпийской сборной Израиля.
В сезоне 1996/1997 футболист перешёл в клуб «Маккаби» (Хайфа), где отыграл около полутора лет, затем оказавшись в «Хапоэле» (Петах-Тиква). На новом месте он играл без блеска и даже потерял место в стартовом составе, выходя ближе к концу сезона только на замену; в один из таких выходов, в гостевом матче против хайфского «Маккаби», Шум забил гол уже через 15 секунд пребывания на поле. В конце сезона он покинул Петах-Тикву.
После двух сезонов в Ришон-ле-Ционе и Нетании Идан Шум занял место в составе клуба «Маккаби» (Герцлия). Там он стал капитаном, однако во второй сезон с командой не сошёлся характерами с тренером Фредди Давидом и потерял капитанскую повязку. В 2005 году Шум был приглашён в российский клуб «Алания», тренером которого был его отец. В этой команде он, однако, тоже не прижился и провёл сезон в качестве дублёра, отыграв только пять матчей и забив один мяч.
Из России Шум вернулся в свой родной «Хапоэль» (Кфар-Сава), где играл до конца карьеры, успев в этот период, как и ранее в Герцлии, побывать капитаном команды, в это время боровшейся за возвращение в высший дивизион израильского футбола.

## Дальнейшая карьера
Покинув клуб в 2011 году (по мнению Ицхака Шума — из-за родственных связей, по словам тренера клуба Томера Каштана — после травмы колена), Идан Шум стал менеджером кафе в Кфар-Саве. Возвращение Шума в «Хапоэль» (Кфар-Сава) состоялось в середине сезона 2012/2013 уже в качестве тренера. Клуб, проходивший в это время процедуру банкротства и боровшийся за выживание в Лиге Леумит (втором дивизионе чемпионата Израиля), назначил одновременно двух главных тренеров — вторым стал ещё один бывший игрок «Хапоэля» Тамир Бен-Хаим. По итогам сезона «Хапоэль» покинул Лигу Леумит.
В дальнейшем Идан Шум тренировал детские и юношеские команды в футбольной академии своего отца и в 2017 году привёл своих подопечных (2001 года рождения) к чемпионскому званию в региональном первенстве. В том же году, после приобретения Ицхаком Шумом прав собственности на «Хапоэль» (Кфар-Сава), было сообщено о том, что Идан станет одним из сотрудников клуба.